# 1647 en santé et médecine
| Années de la santé et de la médecine : 1644 - 1645 - 1646 - 1647 - 1648 - 1649 - 1650    |
| Décennies de la santé et de la médecine : 1610 - 1620 - 1630 - 1640 - 1650 - 1660 - 1670 |

Cet article présente les faits marquants de l'année 1647 en santé et médecine.

## Événements
- Début de l'épidémie de peste bubonique dans la ville de Grenade (Espagne)[1].

## Naissances
- Peut-être le 2 janvier : Willem ten Rhijne (mort en 1700), médecin et botaniste néerlandais[2].

## Décès
- 9 septembre : Cesare Magati (né en 1579), médecin, chirurgien et écrivain italien[3].